# Pierre de Jaumont
Pour les articles homonymes, voir Jaumont.

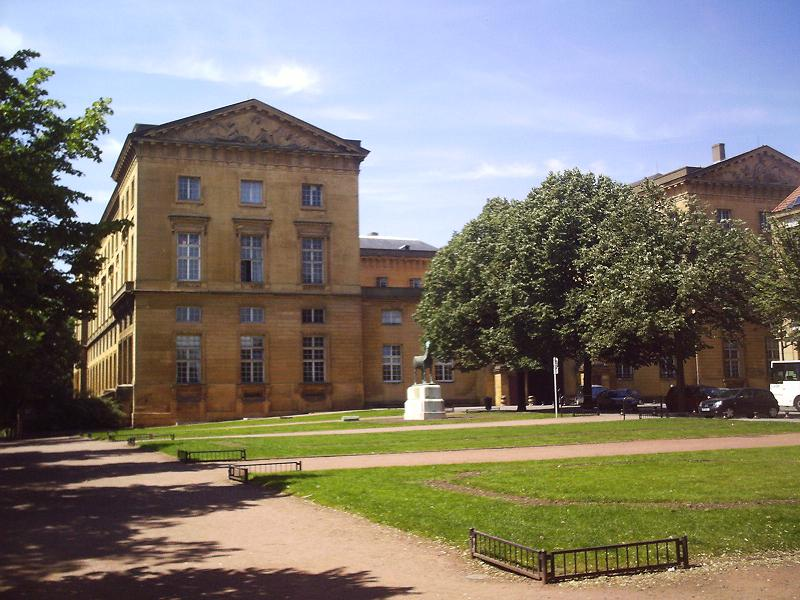
Palais de justice de Metz.

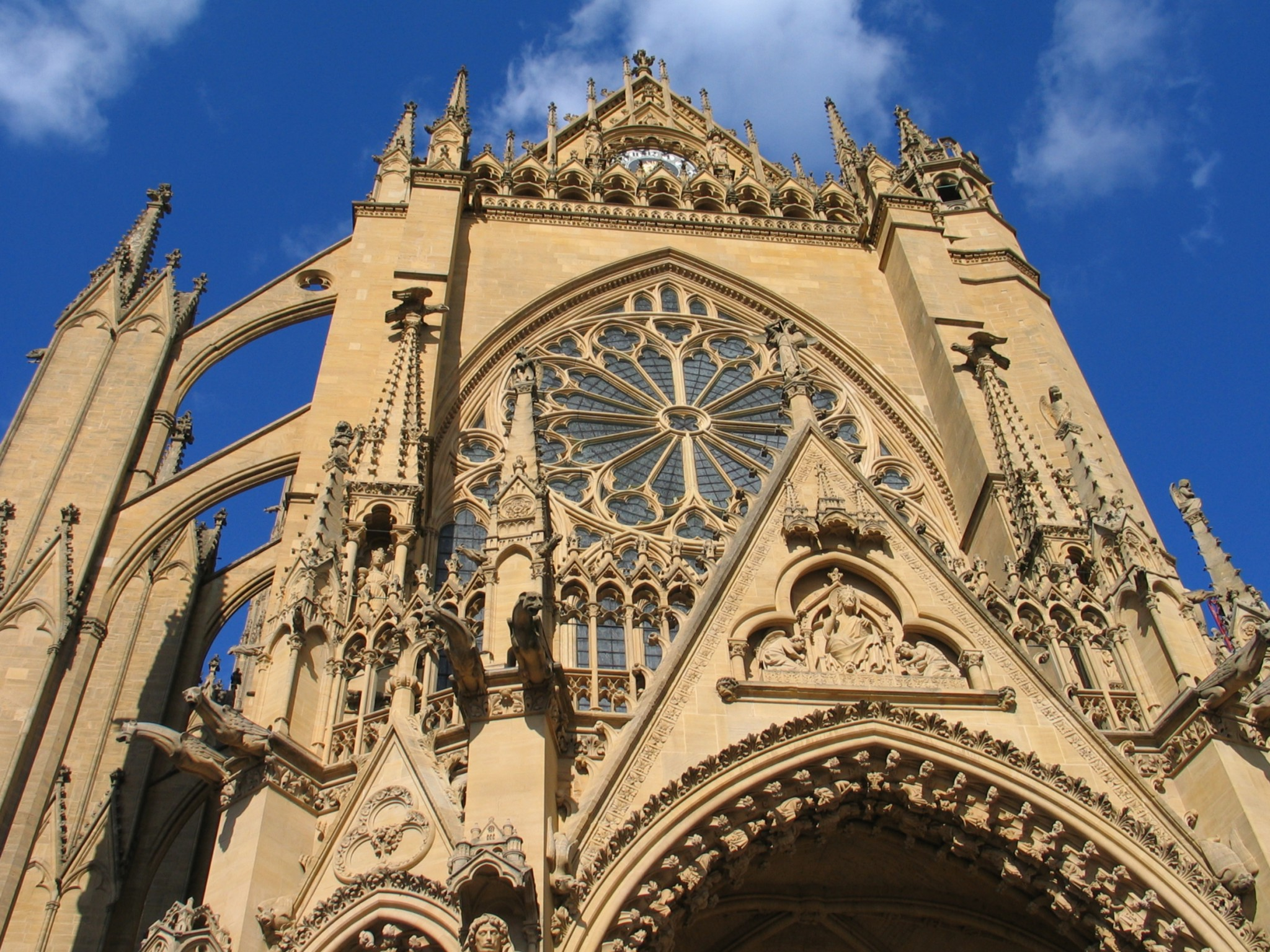
Cathédrale de Metz.

La pierre de Jaumont est un type de pierre extraite en Moselle, utilisée dans la construction de bâtiments. C'est une pierre de calcaire oolithique (sphères de 1 mm de diamètre) du Bajocien, un étage du Jurassique moyen. 

## Exploitation
La pierre de Jaumont est exploitée en Moselle au-dessus d'anciennes mines de fer désaffectées : le gisement s'étend sur environ 200 ha d'un seul tenant sur les bancs de Malancourt-la-Montagne (aujourd'hui partie de la commune d'Amnéville), Montois-la-Montagne, Moyeuvre-Grande, Roncourt et Saint-Privat-la-Montagne. Son exploitation est assurée par diverses sociétés (Socoman, Vaglio, Holcim, Leclerc S.A.). Ces carrières sont situées à une quinzaine de kilomètres au nord-ouest de Metz.

## Coloration

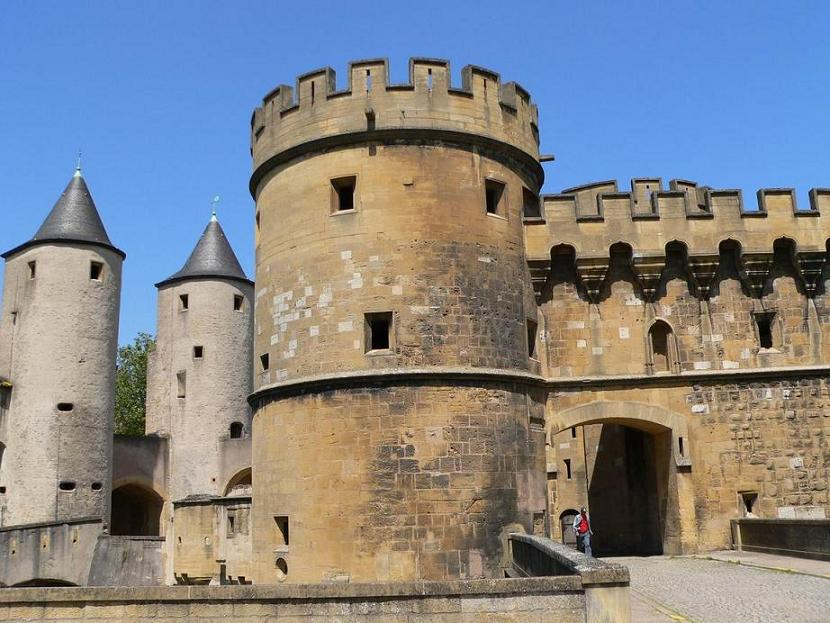
Porte des Allemands à Metz.

L'oxyde de fer présent dans les mines donne à la pierre de Jaumont sa couleur « jaune d'or », qui par ailleurs a donné le mot Jaumont, en latin : Galbinus Mons (la montagne jaune). Couramment, cette couleur se définit par le terme chromatique « jaunâtre ocreux ».

## Caractéristiques

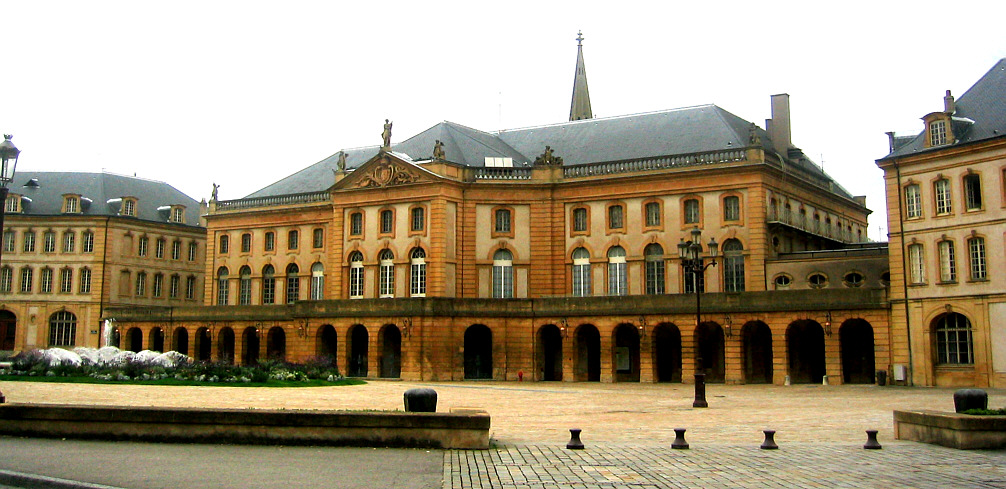
Théâtre de Metz.

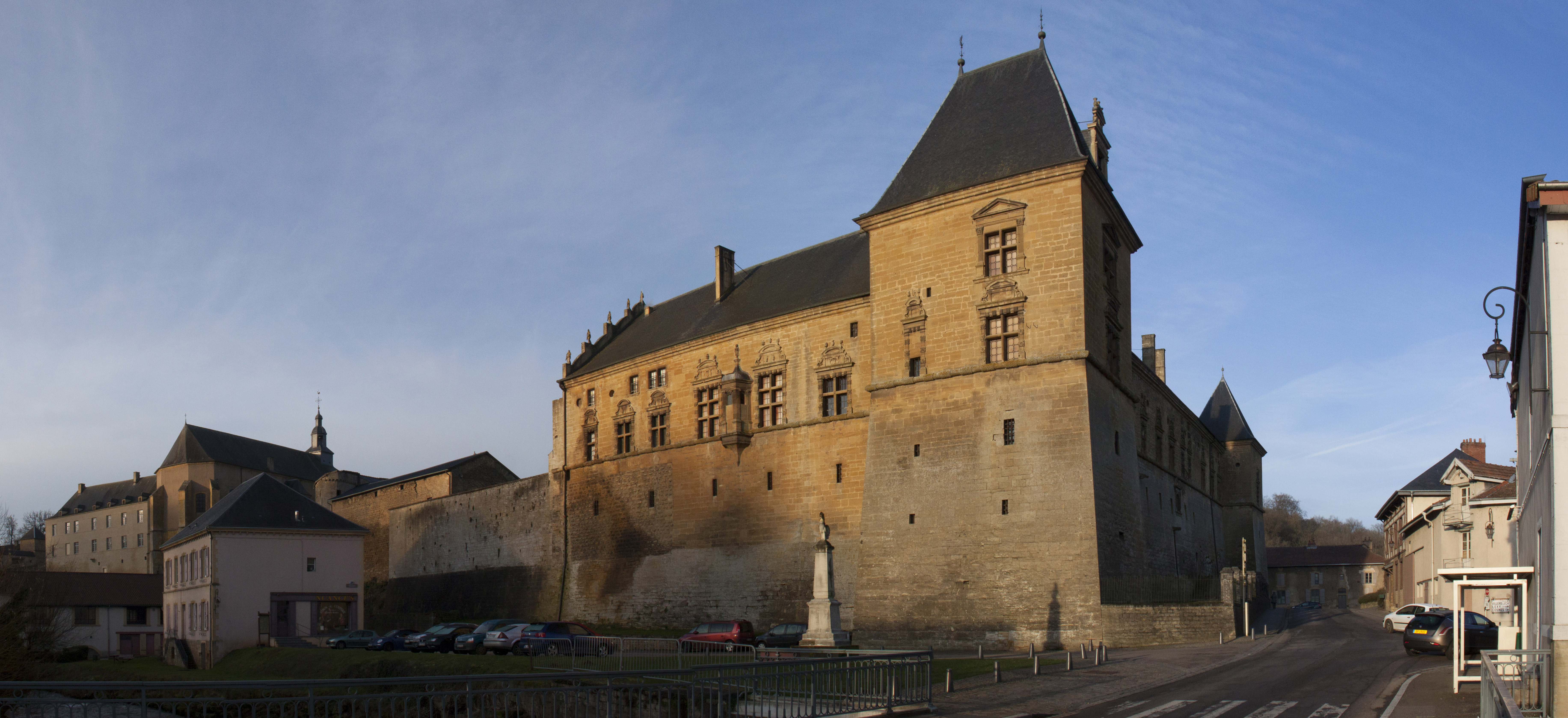
Château de Cons-la-Grandville.

La pierre de Jaumont, demi-tendre, est une pierre de densité moyenne (2,5 à 2,7), permettant une taille relativement aisée. Elle présente parfois des veines dures, qui rendent dans ce cas la sculpture plus difficile. Malgré tout, de nombreux architectes et sculpteurs de la région messine l'ont choisie pour ses qualités tectoniques.
- Numéro d’identification : 7,5.
- Masse volumique apparente : 2 500 à 2 700 kg/m3.
- Porosité : 24,8 %.
- Coefficient d’absorption d’eau : 0,16.
- Résistance à la compression : 5,71 MPa.
- Vitesse de propagation du son : 3 080 m/s.
- Résistance aux attaches : 4 cm 1 361 N / 5 cm 1 969 N.

## Histoire
Époques d'extraction, types de carrières, types de productions, modes de convoyage de la pierre… la pierre de Jaumont a déjà commencé à être exploitée au début du IIe siècle.
À partir du XXe siècle on constate que la pollution atmosphérique en forte augmentation cause à la pierre un noircissement, comme ce fut le cas pour la cathédrale de Metz avant le terme de la campagne de ravalement à partir des années 1990.
En reprenant Vaglio SAS, exploitant de la pierre de Jaumont, en 2017, le groupe de BTP NGE évite à la plus connue des carrières du Grand-Est les affres d'un dépôt de bilan.

## Constructions

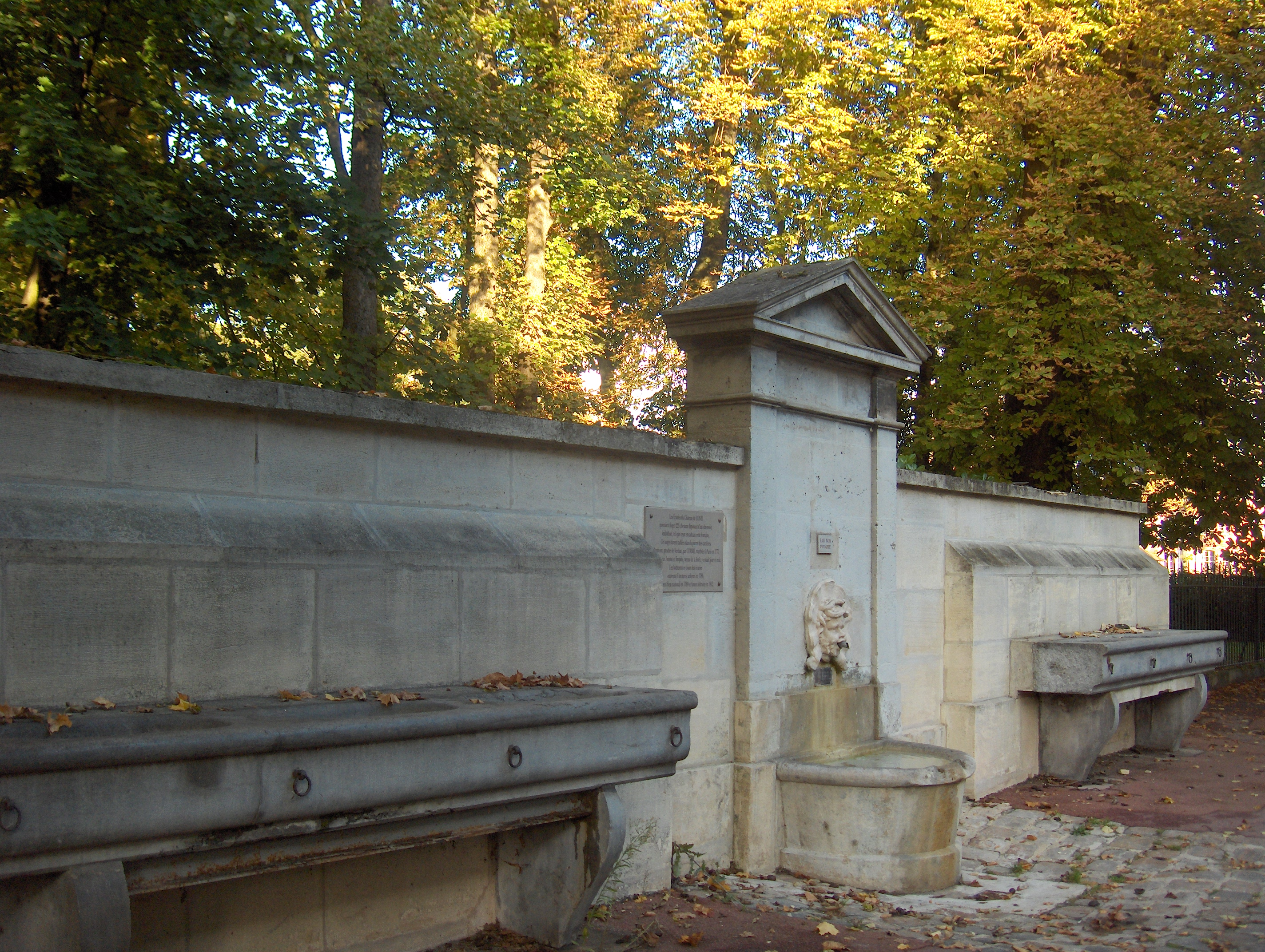
Les abreuvoirs des écuries du château de L'Isle-Adam dont ils sont un des rares vestiges, reconvertis en fontaine publique.

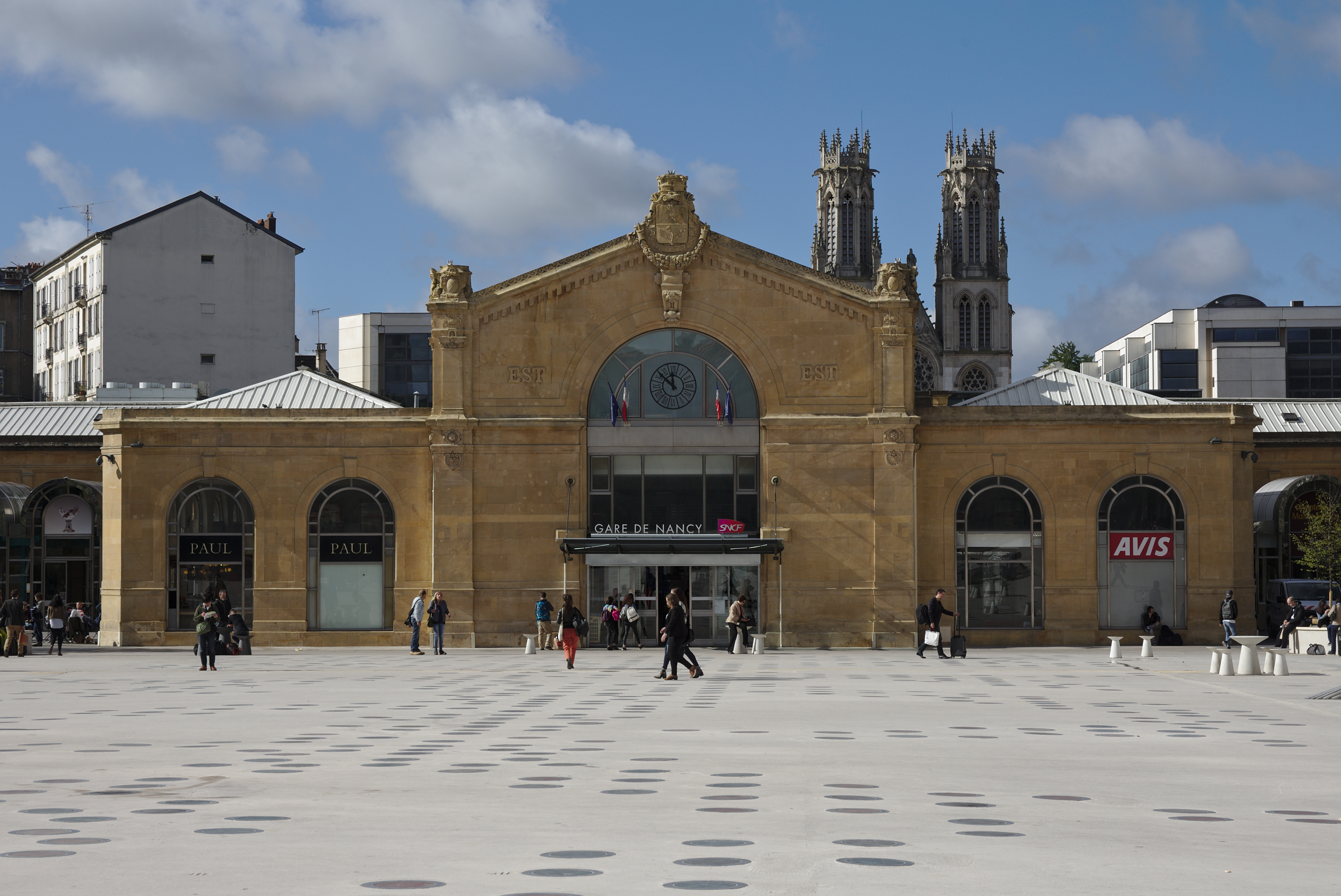
Gare de Nancy.

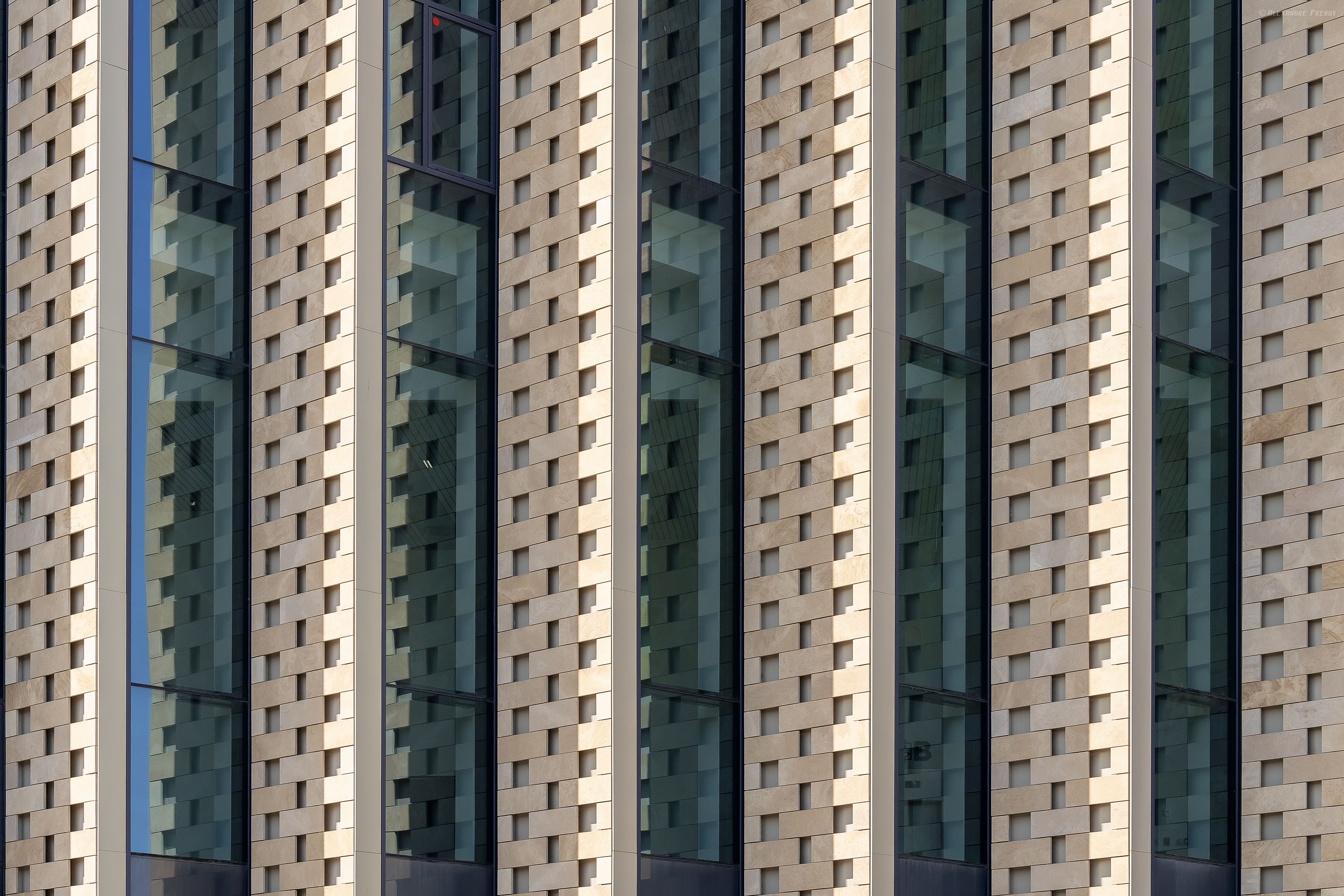
Façade du centre de congrès Robert Schuman à Metz.

De nombreux bâtiments, notamment en Lorraine et principalement dans et autour de Metz, utilisent cette pierre :
- la cathédrale Saint-Étienne de Metz[10] ;
- le palais de Justice de Metz ;
- la porte des Allemands ;
- l'opéra-théâtre de Metz ;
- l'ancienne gare et la place du Roi-George à Metz ;
- le palais du Gouverneur de Metz ;
- le temple de Garnison à Metz ;
- Le Metz Congrès Robert Schuman à Metz ;
- la chapelle Notre-Dame-de-Rabas de Vigy ;
- les maisons de la plupart des villages du pays messin ;
- la gare de Nancy ;
- la manufacture des tabacs de Nancy ;
- des éléments d'intérieur de la gare de Metz ;
- des statues[11] comme la Vierge du couvent messin Saint-Symphorien, la Vierge à l'Enfant de la Tour-aux-Rats de Metz.

Mais aussi en Champagne-Ardenne :
- la place Ducale à Charleville-Mézières où elle est utilisée en pierre de substitution à la pierre de Dom-le-Mesnil.

Et au-delà :
- en 1777, les 225 auges monumentales des écuries du château des princes de Conti à L'Isle-Adam (Val-d'Oise) taillées par le marbrier parisien Corbel, dont deux subsistent et encadrent une fontaine publique, après la destruction en 1812 ;
- la fondation Pescatore à Luxembourg (ville) ;
- le haut de l'Hôtel des postes de Neuchâtel : partie supérieure du bâtiment et restauration[12]. Le reste du bâtiment est en pierre d'Hauterive[13].

La pierre de Jaumont est utilisée dès la fin du XIXe siècle pour compléter ou restaurer les bâtiments construits en pierre d'Hauterive.